# Мосгорсмех
«МосГорСмех» — скетч-шоу, выходившее на СТС в 2011 году.

## Описание
Шоу представляет собой сборник небольших юмористических скетчей с постоянными персонажами.
Главные роли в проекте исполняют: Владимир Фоков (4 роли), Дмитрий Прокофьев (6 ролей), Ольга Тумайкина (2 роли), Екатерина Хлыстова (2 роли), Илья Оболонков (3 роли) и Алена Хмельницкая.

## Главные герои
Семья Зайцевых
Каждый раз в прямом эфире ссорится семья Зайцевых, в которой муж Павел (Дмитрий Прокофьев) — корреспондент, а жена Екатерина (Алена Хмельницкая) — ведущая новостей. Начиная разбираться с общественными проблемами, они постепенно переходят на свои семейные, и каждые новости в итоге заканчиваются лишь очередным конфликтом.
Серии: 1, 3-11, 13-16, 18, 20-25

Скетчей: 21
Чиновник дома
Николай Сергеевич Першин (Дмитрий Прокофьев) — крупный чиновник. Впрочем своей должностью он злоупотребляет и в своей семье, общаясь с близкими на «Вы», заключая с ними различные договоры, вымогая деньги. А страдают при этом, в основном, именно члены его семьи — сын Николай Николаевич, жена — Алла Дмитриевна и его теща. Но все-таки консенсус устанавливается, и проблема разрешается.
Серии: 1-4, 8-12, 14-15, 17-24

Скетчей: 20
Районные войны — Миша и Гриша
Соседние районы Мишино и Гришино постоянно воюют друг с другом. Потому что главы районов — Миша (Дмитрий Прокофьев) и Гриша (Владимир Фоков) — давние заклятые враги. Район Мишино зачастую ворует что-либо у Гришино, но Гриша не сдаётся. Тем более, что у Гришы есть замечательная помощница — Леночка (Екатерина Хлыстова).
Серии: 1-7, 10-16, 19-21, 23

Скетчей: 18
Редакция газеты «Желтая Москва»
Эльвира Генриховна Корф (Ольга Тумайкина) — главный редактор газеты «Жёлтая Москва». И каждый раз она пытается придумать новую тему номера для своей жёлтой газеты. А помогают ей в этом редакторы Синицына (Екатерина Хлыстова) и Лавочкин (Владимир Фоков), которым зачастую достается от главного редактора.
Серии: 1-4, 6, 8, 12-14, 17-20, 22, 24-25

Скетчей: 16
Оргкомитет Олимпиады-80.
В оргкомитет Олимпиады-80 входят: председатель Вениамин Карлович (Владимир Фоков) и его помощники — Петр Николаевич (Дмитрий Прокофьев), Зинаида Андреевна (Анна Гуляренко) и Анатолий (Илья Оболонков). Колоритные участники оргкомитета под предводительством Вениамина Карловича решают самые важные моменты будущей Олимпиады.
Серии: 1-2, 4-5, 7-9, 12, 14, 16, 19, 21, 23, 25

Скетчей: 14
Ира и Вася — семья наоборот
В отличие от многих российских семей, в семье Васи и Иры — жена работает, а муж домохозяин. Это сказалось и на характере главных героев: Вася (Дмитрий Прокофьев) — женственный, ревнивый, постоянно устраивает скандалы, а Ира (Ольга Тумайкина) — мужественная и строгая дама.
Серии: 2-5, 7-8, 10-11, 13, 15-18, 22-24

Скетчей: 16
ЗАО «Московская милиция»
В Москве открылась первая коммерческая милиция. Руководит главным офисом этого заведения «сержант по работе с клиентами» Андрей (Илья Оболонков). Эта организация представляет «все виды платных милицейских услуг». Они и грабежи за деньги устраивают, и форму милицейскую продают — и всё это совершенно законно, но платно.
Серии: 2-3, 5-13, 16

Скетчей: 12
Бард Витек на Арбате
Бард и «певец от народа» Витёк (Владимир Фоков) поет на Арбате песни на злободневную тему. Про алкоголь, который запретили продавать после десяти, про армию, и даже про романтику.
Серии: 5-7, 9, 11-12, 16, 20, 23-24

Скетчей: 10
Продавец билетов Гамлет Казбекович
Гамлет Казбекович (Ванати Алиев) торгует билетами на спектакль, как овощами и фруктами — лишь бы купили.
Серии: 9-10, 13, 15, 17- 19, 22, 24, 25

Скетчей: 10
Питерские милиционеры
Питерские милиционеры Сергей (Илья Оболонков) и Павел (Дмитрий Прокофьев) приехали из культурной столицы — Петербурга в Москву. Свои рейды они проводят так культурно, будто посещают спектакли. А с «клиентами» — нарушителями порядка, общаются в стихотворной форме.
Серии: 17-22, 24-25

Скетчей: 8

## Рейтинги
Скетчком удачно стартовал 5 июня 2011 года:
«В воскресенье у нас, в слоте 15:00-16:00 стартовал новый скетчком «Мосгорсмех». И премьерный выпуск проекта показал очень хорошие цифры — 15,5 по России у аудитории 14-44 и 14,5 у зрителей 6-54. Во втором случае — это лучший показатель в слоте».
— ЖЖ Вячеслава Муругова от 7 июня 2011 года